# Березняківська вулиця
Березнякі́вська ву́лиця — вулиця у Дніпровському районі міста Києва, житловий масив Березняки. Пролягає від вулиці Івана Миколайчука до Дніпровської набережної.
Прилучаються проспект Павла Тичини і вулиця Юрія Шумського.

## Історія
Вулиця виникла наприкінці 60-х років XX століття. Траса вулиці окреслює дугу більше 90° радіусом півкилометра, тому що поруч пролягала залізниця, що з'єднала Північне і Південне напівкільця. Сучасна назву надано 1967 року, від масиву Березняки, більшу частину якого вона оповиває.
До побудови житлового масиву у цій місцевості існувала Березняківська вулиця (назва з 1955 року, попередня назва — вулиця Шевченка).

## Установи та заклади
- Середня загальноосвітня школа № 209 (буд. № 32)
- Середня загальноосвітня школа № 228 (буд. № 34)
- Гімназія № 30 «Еконад» (буд. № 30-Б)
- Київська вища банківська школа (буд. № 26-Б)
- Київський університет ринкових відносин (буд. № 26-Б)

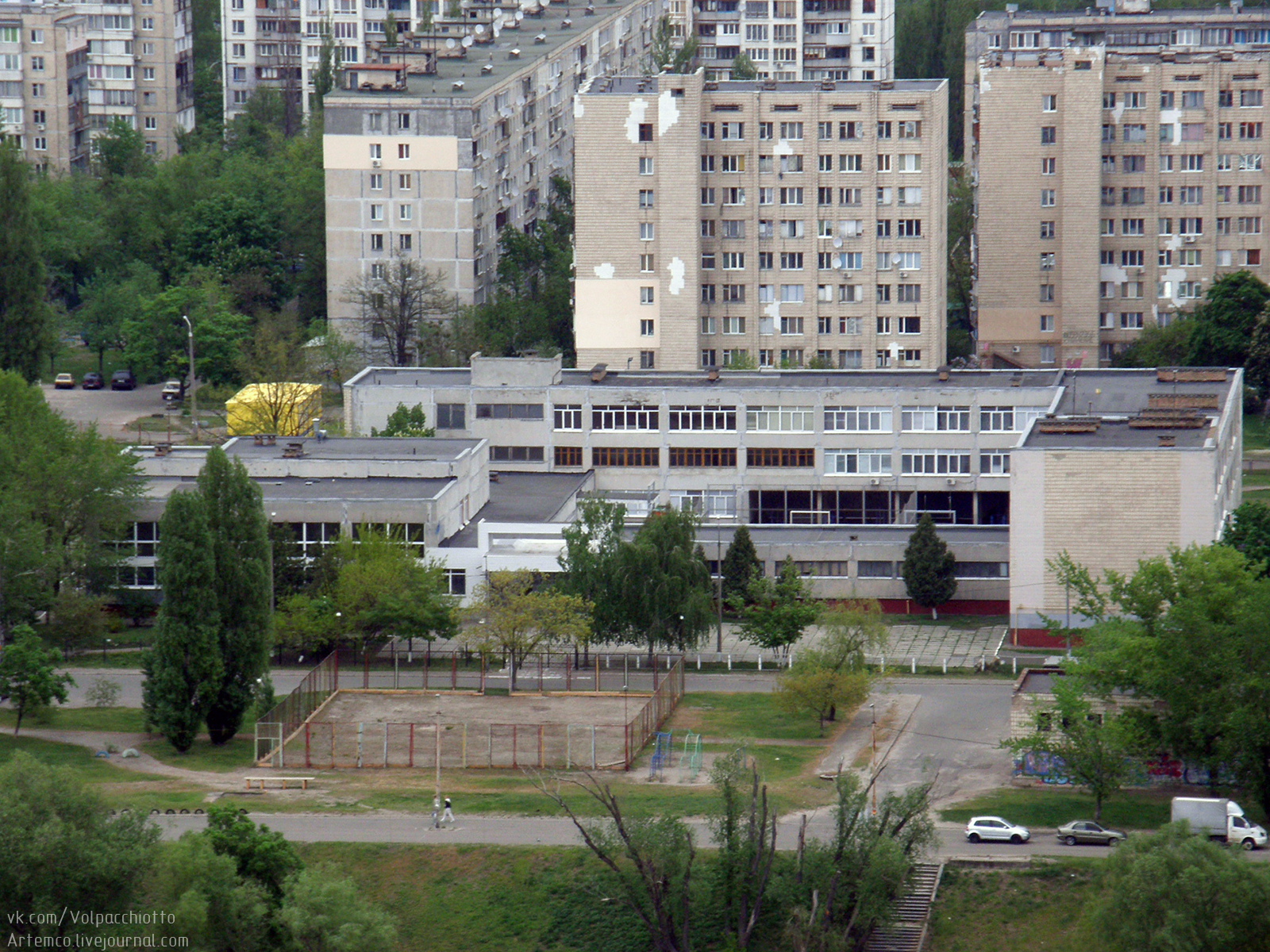
№ 30-Б – ліцей № 30
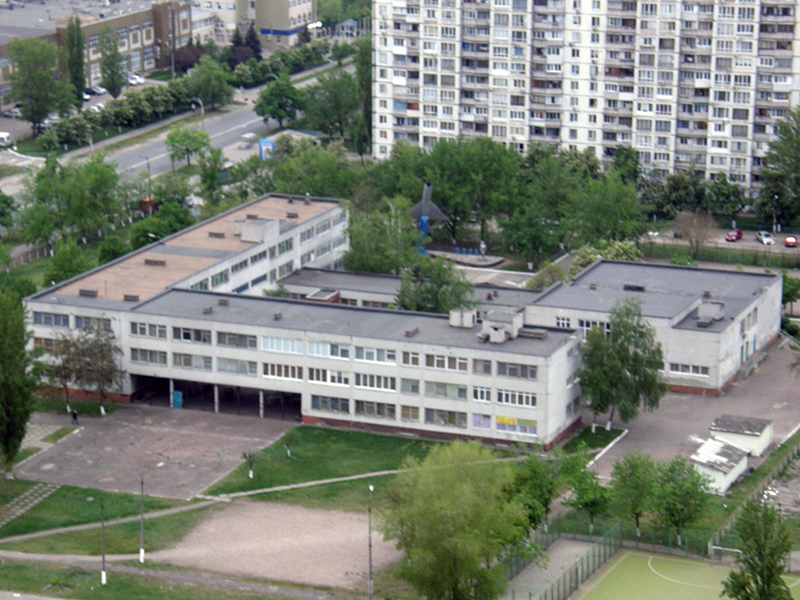
№ 34 – школа № 228

## Пам'ятники та меморіальні дошки
На території школи № 228 стоїть пам'ятник-літак МіГ-21. Він складається з власне літака МіГ-21 та скульптури пілота. На літаку напис: «Присвячується ветеранам авіаторам 17-ой червонопрапорної повітряної армії». Цікаво, що пам'ятник присвячено авіаторам Другої світової війни, але літак МіГ-21 з'явився у другій половині 1950-х років
Також встановлено дві меморіальні дошки-портрети, виготовлені з чорного граніту:
- буд. № 23 — на честь засновника та керівника автокооперативу «Березняки-3», Анатолія Євстафійовича Омельченка (1919–1997)
- буд. № 25 — на честь одного із засновників ГБК «Березняки-2», Костянтина Івановича Шпирка (1927–2002)